# Сотка-26
Сотка-26, Ювілейна (рос. Сотка-26, Юбилейная) — печера в Архангельській області, на Біломорсько-Кулойському плато європейської півночі Росії. Карстова печера горизонтального типу простягання. Загальна протяжність — 2450 м. Глибина печери становить 29 м. Категорія складності проходження ходів печери — 2Б.